# Limeaceae
Limeaceae  (лат.) — семейство цветковых растений порядка Гвоздичноцветные (лат. Caryophyllales). Содержит два рода и около 70 видов.

## Ареал
Представители семейства встречаются в Эфиопии, на Аравийском полуострове, на полуострове Индостан и в Южной Азии. Macarthuria найден в Австралии.

## Ботаническое описание
Однолетние или многолетние травянистые растения и полукустарники.
Листья расположены по спирали или супротивно. Листья простые, без прилистников.
Цветки, как правило, собраны в цимозное соцветие. Они небольшие, радиально-симметричные, гермафродитные, пятичленные. Имеется пять свободных чашелистиков. Лепестки могут отсутствовать, редко их бывает три-пять. Тычинки срастаются у основания. Два-семь плодолистиков образуют синкарпный гинецей.
Плод — коробочка. У некоторых видов семена имеют шелуху. Плоды распространяются животными.
Количество хромосом n = 9.

## Таксономическое положение
Ранее представителей семейства относили к семейству Моллюгиновые (лат. Molluginaceae) или Аизовые (лат. Aizoaceae). Позже на основании молекулярных исследований было выделено монофилетическое семейство Limeaceae.

## Таксономия
По информации базы данных The Plant List (на июль 2016) семейство включает 1 род, ещё два рода имеют неопределённый статус:
- Limeum L. typus — Лимеум - включает в себя 20 видов.

Неопределённый статус:
- Macarthuria Hügel ex Endl.
- Semonvillea